# Dropkick Murphys
Dropkick Murphys este o trupă americană de punk celtic formată în anul 1996 în Quincy, Massachusetts. Trupa a semnat inițial cu casa de recorduri Hellcat Records, lansând 5 albume și căpătând faimă prin turnee constante și show-ul anual de ziua  Sfântului Patrick. Piesa din 2004 "Tessie" a devenit primul hit al trupei și una dintre cele mai bine clasate de până acum. Ultimul album lansat de Hellcat, The Warrior's Code,  include piesa "I'm Shipping Up to Boston", piesa a fost difuzată în filmul The Departed din 2006 care a fost premiat cu Academy Award și rămâne una dintre cele mai cunoscute cântece ale trupei.
Informații generale:
Origine: Quincy, Massachusetts
Genuri: Punk celtic, Street punk, Hardcore punk
Ani de activitate: 1996-prezent
Membri: Ken Casey, Matt Kelly, Al Barr, James Lynch, Tim Brennan, Jeff DaRosa

## Legături externe
- Dropkick Murphys official web site
- Dropkick Murphys Facebook
- The Claddagh Fund
- Murphys Boxing
- McGreevy's Arhivat în 19 iunie 2016, la Wayback Machine.

### Interviuri
- Interview With Marc (2003)
- Bonyata, Phil; Bondowshi, Karen, "Exclusive Vans Warped interview with The Dropkick Murphy's Tim Brennan", concertlivewire.com, 6 iulie 2005
- Interview With Marc and Tim (2006)
- Dropkick Murphys Interview on Truepunk.com
- Interview with Tim and Marc, 2006
- Interview with Al Barr, from Australian mag Time Off
- Interview with Ken Casey on OnMilwaukee.com (2007)
- Video Interview of Scruffy Wallace by Serene Dominic (2008)
- Interview with Scruffy Wallace on SGM UK Music Webzine 2010
- Interview with Al Barr on TheWaster.com
- Interview with James Lynch on VegasAllNight.com Arhivat în 17 iunie 2018, la Wayback Machine.
- Creighton, Kathleen, "CT Homecoming for Dropkick Murphys member Tim Brennan", Hartford Music Examiner, Examiner.com, 4 martie 2012. Cf. examiner.com/article/ct-homecoming-for-dropkick-murphys-member-tim-brennan
- Video Interview With Scruffy Wallace on Metalpaths.com (2012)
- Dropkick Murphys (discografie) la MusicBrainz